# Ghilad
Ghilad es una comuna ubicada en el distrito de Timiș, Rumania.

## Superficie
Posee una superficie de 114,3 kilómetros cuadrados.

## Demografía
Hasta 2021 la población era de 2017 habitantes, con una densidad de población de 17,65 habitantes por kilómetro cuadrado.